# Norwegian Cruise Line
La Norwegian Cruise Line è una compagnia di navigazione statunitense ed è tra i maggiori operatori del pianeta nel settore delle crociere.

## Storia
Fondata nel 1966 dagli imprenditori Knut Kloster e Ted Arison (che successivamente ne uscirà per fondare la Carnival Cruise Lines) la compagnia iniziò con una singola nave che faceva servizio tra Southampton e Gibilterra. Negli anni seguenti le attività del gruppo si espansero fino a diventare una delle maggiori compagnie crocieristiche mondiali, attualmente controlla circa l'8% del mercato mondiale nel suo settore.
Nell'ottobre 2009, la compagnia è stata insignita, per il secondo anno consecutivo, del "Travel Award" quale "Compagnia di crociere leader in Europa".

## Flotta
La sua flotta, comprendente un totale di Diciannove navi in servizio, è composta da:
| Nave               | Immagine | Classe           | Stazza (T.S.L.) | Lunghezza (m) | Larghezza (m) | Capienza Passeggeri | Equipaggio | Velocità (Nodi) | Anno | Cantiere                          | Note |
| ------------------ | -------- | ---------------- | --------------- | ------------- | ------------- | ------------------- | ---------- | --------------- | ---- | --------------------------------- | --- |
| Norwegian Spirit   |          | Spirit           | 75 338          | 267,92        | 32,31         | 1966                | 965        | 24              | 1998 | Meyer Werft Papenburg, Germania   | Precedentemente denominata SuperStar Leo |
| Norwegian Sky      |          | Sun              | 77 104          | 260           | 32,9          | 2002                | 800        | 23              | 1999 | Lloyd Werft Bremerhaven, Germania | Costruita originariamente per Costa Crociere col nome di Costa Olympia, venduta a NCL durante la sua costruzione Venduta a Cordelia Cruise dal 2026 |
| Norwegian Sun      |          | Sun              | 78 309          | 258,47        | 32,92         | 2400                | 968        | 23              | 2001 | Lloyd Werft Bremerhaven, Germania | Venduta a Cordelia Cruise dal 2027 |
| Norwegian Star     |          | Libra            | 91 740          | 294,13        | 32            | 2240                | 1100       | 25              | 2001 | Meyer Werft Papenburg, Germania   | Ordinata come Superstar Libra |
| Norwegian Dawn     |          | Libra            | 92 250          | 292           | 32,2          | 2224                | 1126       | 25              | 2002 | Meyer Werft Papenburg, Germania   | Ordinata come Superstar Scorpio |
| Pride of America   |          | Pride of America | 80 049          | 280           | 32            | 2500                | 800        | 22              | 2005 | Lloyd Werft Bremerhaven, Germania | L'unica nave nella flotta avente bandiera degli Stati Uniti d'America                                                                               |
| Norwegian Jewel    |          | Jewel            | 93 502          | 294,13        | 32,31         | 2376                | 1100       | 25              | 2005 | Meyer Werft Papenburg, Germania   | |
| Norwegian Jade     |          | Jewel            | 93 558          | 294,13        | 32,31         | 2224                | 1100       | 25              | 2006 | Meyer Werft Papenburg, Germania   | Conosciuta precedentemente come Pride Of Hawaii |
| Norwegian Pearl    |          | Jewel            | 93 530          | 294,13        | 32,31         | 2394                | 1100       | 25              | 2006 | Meyer Werft Papenburg, Germania   | |
| Norwegian Gem      |          | Jewel            | 93 530          | 294,13        | 32,31         | 2384                | 1154       | 25              | 2007 | Meyer Werft Papenburg, Germania   | |
| Norwegian Epic     |          | F3               | 155 873         | 329,49        | 40,54         | 4100                | 1708       | 22              | 2010 | STX Europe Saint-Nazaire, Francia | Unica nave della sua classe |
| Norwegian Breakway |          | Breakaway        | 144 017         | 325,7         | 52,6          | 4500                | 1600       | 21,5            | 2013 | Meyer Werft Papenburg, Germania   | |
| Norwegian Getaway  |          | Breakaway        | 144 017         | 325,7         | 52,6          | 3963                | 1640       | 21,5            | 2013 | Meyer Werft Papenburg, Germania   | |
| Norwegian Escape   |          | Breakaway Plus   | 165 157         | 325,9         | 41            | 4266                | 1733       | 22.5            | 2015 | Meyer Werft Papenburg, Germania   | |
| Norwegian Joy      |          | Breakaway Plus   | 167 725         | 326           | 41            | 4266                | 1733       | 22.5            | 2017 | Meyer Werft Papenburg, Germania   | |
| Norwegian Bliss    |          | Breakaway Plus   | 168 024         | 333           | 41            | 4266                | 1733       | 22.5            | 2018 | Meyer Werft Papenburg, Germania   | La nona nave più grande al mondo |
| Norwegian Encore   |          | Breakaway Plus   | 169 145         | 333           | 41            | 4266                | 1733       | 22.5            | 2019 | Meyer Werft Papenburg, Germania   | |
| Norwegian Prima    |          | Prima            | 143 500         | 293,4         | 40,5          | 3215                | 1506       | 20,5            | 2022 | Fincantieri Marghera, Italia      | Prima grande nave da crociera battezzata nel porto di Reykjavík, in Islanda                                                                         |
| Norwegian Viva     |          | Prima            | 143 500         | 293,4         | 41            | 3215                | 1388       |                 | 2023 | Fincantieri Marghera, Italia      | |
| Norwegian Aqua     |          | Prima            | 156.300         | 322           | 44            | 3.571               |            |                 | 2025 | Fincantieri Marghera, Italia      | |

2025 programm

### In costruzione
Nel febbraio 2017, NCL ha ordinato a Fincantieri quattro navi (e due in opzione) di nuova generazione della classe denominata Prima.
Le navi dovrebbero essere consegnate dal 2022 al 2027. Nel luglio 2018, NCL conferma l'ordine per le due navi in opzione. Ogni unità costerà all'incirca 850 milioni di dollari e avrà una stazza di 140000 tonnellate.
Come le navi della Classe Seaside di MSC Crociere, anche la Classe Prima è basata sul Project Mille di Fincantieri.
| Norwegian Aqua | Consegna prevista | Cantiere di costruzione  | Classe | Stazza (t.s.l) |
| -------------- | ----------------- | ------------------------ | ------ | -------------- |
| Norwegian Luna | 2026              | Fincantieri (Marghera)   | Prima  |                |
| TBA            | 2026              | Fincantieri (Monfalcone) | Prima  |                |
| TBA            | 2027              | Fincantieri (Monfalcone) | Prima  |                |

### Flotta del passato
| Nome                        | Immagine | Stazza (t.s.l.) | Varo | Entrata in servizio per NCL | Stato attuale                                                  |
| --------------------------- | -------- | --------------- | ---- | --------------------------- | -------------------------------------------------------------- |
| Sunward                     |          | 10 558          | 1966 | 1966-1976                   | Demolita nel 2004 a Chittagong, Bangladesh                     |
| Starward                    |          | 15 781          | 1968 | 1968-1995                   | Demolita nel 2018 ad Alang, India                              |
| Skyward                     |          | 15 653          | 1969 | 1969-1991                   | Acquistata nel 2000 dalla New Century Cruise Lines             |
| Southward                   |          | 16 710          | 1971 | 1971-1994                   | Demolita nel 2013 ad Aliağa, Turchia                           |
| Sunward II                  |          | 14 194          | 1971 | 1977-1991                   | Demolita nel 2014 ad Aliağa, Turchia                           |
| Norway                      |          | 76 049          | 1961 | 1979-2003                   | Demolita nel 2008 ad Alang, India                              |
| Seaward (Norwegian Sea)     |          | 42 285          | 1988 | 1988-2005                   | Utilizzata come nave hotel                                     |
| Westward                    |          | 28 613          | 1972 | 1991-1993                   | Acquistata nel 1996 dalla Fred. Olsen Cruise Lines             |
| Sunward                     |          | 28 551          | 1973 | 1991-1992, 1992-1993        | Acquistata nel 2005 dalla Fred. Olsen Cruise Lines             |
| Dreamward (Norwegian Dream) |          | 50 764          | 1992 | 1992-2008                   | Acquistata nel 2012 dalla Star Cruises                         |
| Windward (Norwegian Wind)   |          | 51 309          | 1993 | 1993-2007                   | Acquistata nel 2007 dalla Star Cruises                         |
| Leeward                     |          | 25 611          | 1980 | 1995-1999                   | Acquistata nel 2007 dalla Louis Cruise Lines                   |
| Norwegian Crown             |          | 43 537          | 1988 | 1996-2000, 2003-2007        | Acquistata nel 2008 dalla Louis Cruise Lines                   |
| Norwegian Star              |          | 28 518          | 1973 | 1997-1998                   | Acquistata nel 2004 dalla Phoenix Reisen                       |
| Norwegian Dynasty           |          | 24 344          | 1993 | 1997-1999                   | Acquistata nel 2001 dalla Fred. Olsen Cruise Lines             |
| Norwegian Majesty           |          | 41 662          | 1992 | 1997-2009                   | Acquistata nel 2018 dalla Mano Maritime                        |
| Independence                |          | 26 658          | 1951 | Mai entrata in servizio     | Demolita nel 2010 ad Alang, India                              |
| United States               |          | 38 216          | 1952 | Mai entrata in servizio     | In disarmo a Mobile, Pennsylvania                              |
| Seaward                     |          | 17 042          | 1972 | Mai entrata in servizio     | Affondata nel 2016 vicino al porto di Laem Chabang, Thailandia |